# FN's menneskerettighedskommission
FN's menneskerettighedskommission var et organ under FN's økonomiske og sociale råd, som arbejdede med menneskerettighederne, i nært samarbejde med Sekretariatet for FN's højkommissær for menneskerettigheder. 15. marts 2006 vedtog Generalforsamlingen at erstatte menneskerettighedskommissionen med et nyt menneskerettighedsråd.
| Forening eller organisation | Spire Denne artikel om en forening eller organisation er en spire som bør udbygges. Du er velkommen til at hjælpe Wikipedia ved at udvide den. |